# マジックジョイント
マジックジョイントとは、火薬を用いて配管に穴を開けることによって瞬時に分岐を作り出す継手の一種であり、火工品である。
配管工事に用いられる。

## 仕組み
爆破弁に似ている。
火薬でピストンを押し出し、配管の一部をえぐり取ることで穴を開け、穴を通じて分岐先への流路が出来上がる。
えぐり取られた金属片はそのままピストンによって押し出され、継手内の空間に格納される。
取り付けはクランプを利用して行う。そのため配管に通す必要はない。
配管に工具で穴を開ける必要もないため、配管の流れを止める必要もない。

## 利点
- 省力化 :特別な工具を必要とせずハンマーで一撃するだけで配管に穴を開け瞬時に分岐を作り出せる。
- 配管を止めずに工事出来る: 電気工事の活線工事同様に、配管を使用している状態のまま分岐工事を行える。